# 小林直人
小林 直人（こばやし なおと、1951年 - ）は、日本の経済学者。元浜松大学国際経済学部教授。専攻は国際経済学。

## 人物
神奈川県出身。慶應義塾高等学校を経て1974年慶應義塾大学経済学部卒業。同大学院経済学研究科博士課程単位取得満期退学。東京銀行、経済企画庁、聖心女子大学講師等を経て、2010年まで浜松大学教授。

## 主な著書
- 「国際金融」柳原透編『アジア太平洋の経済発展と地域協力』（アジア経済研究所、1992年）
- 「国際収支の基礎理論」東京銀行調査部『国際収支の経済学』（有斐閣、1994年）
- 「発展途上国における最適技術選択」『国際経済論集』（浜松大学）第７巻第１号（2000年）
- 「アフリカとアジア 開発と貧困削減の展望」（共著　慶応義塾大学出版会、2006年）

## 論文
- 国立情報学研究所収録論文 国立情報学研究所